# Акуїлонія
Акуїлонія (італ. Aquilonia) — муніципалітет в Італії, у регіоні Кампанія,  провінція Авелліно.
Акуїлонія розташована на відстані близько 270 км на схід від Рима, 105 км на схід від Неаполя, 60 км на схід від Авелліно.
Населення — 1720 осіб (2014).
Щорічний фестиваль відбувається 9 травня ("San Vito piccolo") та
15 червня ("San Vito grande"). Покровитель — Святий Віто.

## Демографія
Населення за роками:

Станом на 1 січня 2023 року в муніципалітеті офіційно проживало 38 іноземців з 17 країн, серед них 10 громадян країн Євросоюзу.

## Сусідні муніципалітети
- Бізачча
- Калітрі
- Лачедонія
- Мельфі
- Монтеверде
- Ріонеро-ін-Вультуре

## Міста-побратими
- Камб'яно, Італія
- Караманья-П'ємонте, Італія